# Американская спиза
Американская спиза (лат. Spiza americana) — американская певчая птица семейства кардиналовых (Cardinalidae).

## Описание
Длина тела 15 см, имеет жёлтые полоски над глазами, верхняя сторона серо-бурая с чёрными полосами на спине, тёмные крылья, коричневатые пятна на плечевых крыльях и светлая нижняя сторона. У самца имеется чёрное пятно на горле, жёлтая грудь, серый хохолок и серые щёки. Самка и молодые птицы имеют коричневые щёки и хохолки, полосатые бока.
Призывный крик птицы звучит как «дик-цисс-цисс-цисс».

## Распространение
Птица гнездится на открытых ландшафтах в юго-восточной Канаде и на востоке США, мигрируя на зимовку большими стаями в южную Мексику, Центральную Америку и на север Южной Америки.

## Поведение
Ищет на земле или в полях насекомых и семена. Вне периода гнездования птицы в поисках корма собираются в стаи. В некоторых регионах фермеры расценивают птичьи стаи как вредителей, так как они уничтожают большое количество зерна.

## Размножение
Самка строит большое чашеобразное гнездо из растительного материала в кустах или в густой траве. Она высиживает в среднем 4 яйца примерно 2 недели. Молодые птицы становятся самостоятельными примерно через 10 дней. Самец может спариваться с более чем одной самкой.